# Öjsjötjärnarna (Häggenås socken, Jämtland, 703632-146379)
Öjsjötjärnarna är en sjö i Östersunds kommun i Jämtland och ingår i Indalsälvens huvudavrinningsområde. Öjsjötjärnarna ligger i Öjsjömyrarna Natura 2000-område.